# Trichonotulus horaki
Trichonotulus horaki är en skalbaggsart som beskrevs av Vladimir Balthasar 1971. Trichonotulus horaki ingår i släktet Trichonotulus och familjen Aphodiidae. Inga underarter finns listade i Catalogue of Life.